# 藤牌

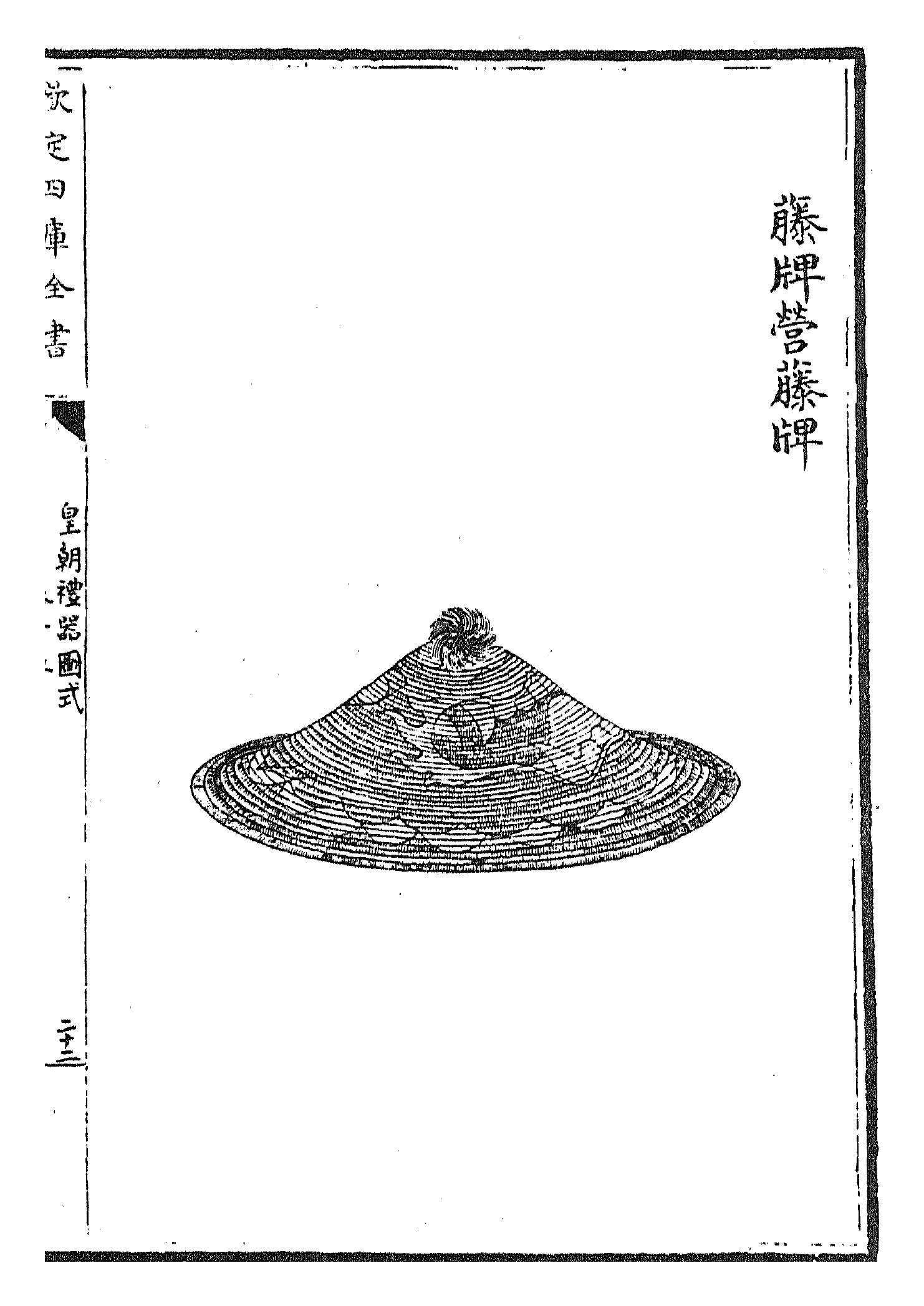
《皇朝禮器圖式》藤牌

藤牌又稱藤盾，是以藤編制的盾牌，源自中國福建一帶，流行於明清兩代，多與腰刀及標槍一起使用。

## 優點
在明清兩代，藤牌雖然不能抵禦當時鳥銃的子彈，但仍足以抵禦弓箭、刀槍等冷兵器的攻擊，而且因南方的地理及氣候因素多雨，在泥濘的環境下，藤牌可以代替盔甲的功用，加上比木製的盾牌輕便，故為正規軍所採用。

## 結構
藤牌以黃麻藤為主要材料，以藤蔑繞圈纏聯成圓盤狀。編織必須緊密，才能抵禦敲打。
外型上，藤牌中央拱出，周簷高起。內部有兩個以藤條編成的環，並連結一條橫木把手以供執持。藤牌直徑為二尺五寸以上、三尺以下（約80公分至96公分），重量為五斤以上、九斤以下（約3公斤至5.4公斤）。

## 紀效八勢

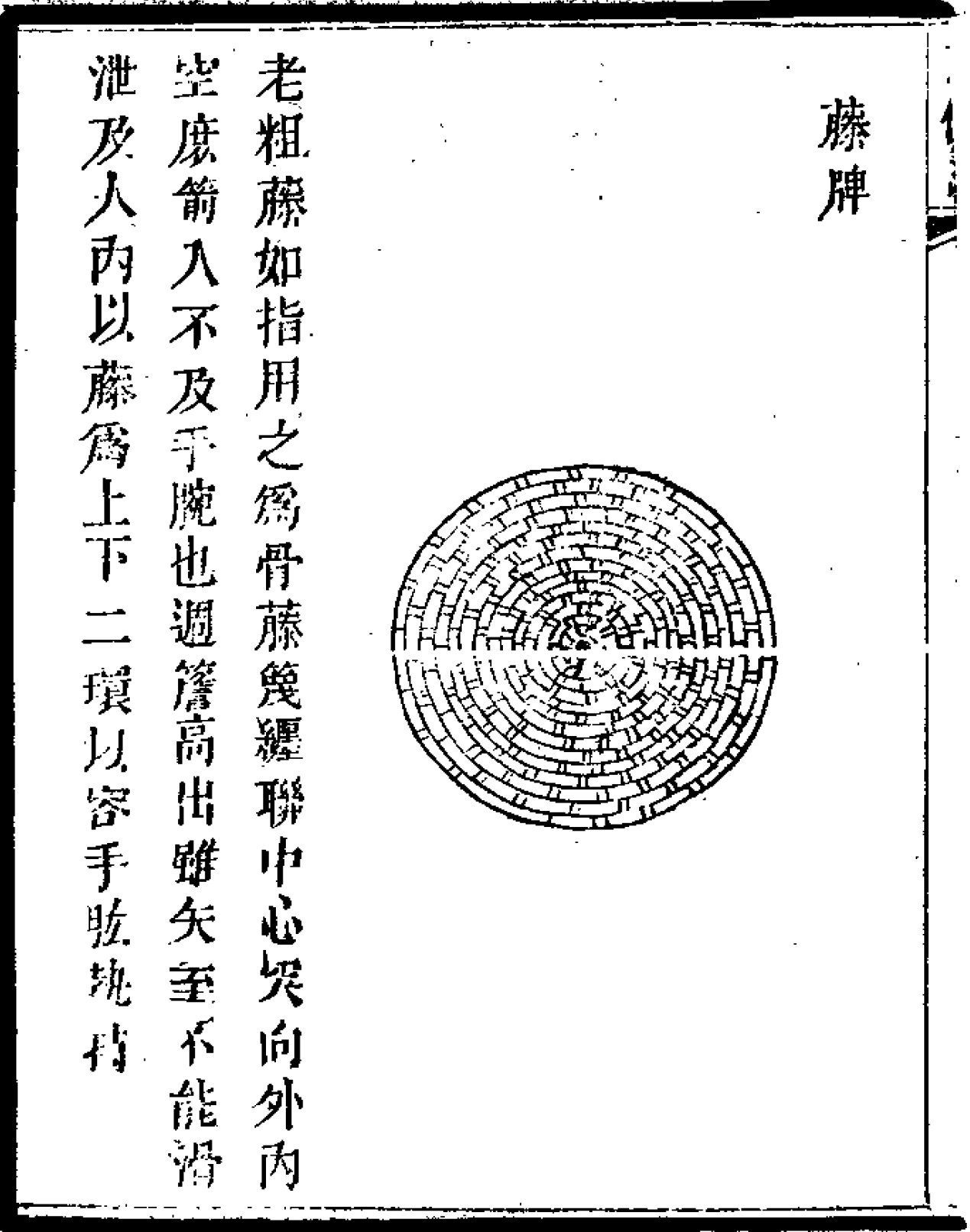
《武備志》藤牌

「紀效八勢」為戚繼光在《紀效新書》中所載的八個藤牌腰刀架勢。
1. 開扎衣勢：此起手勢也，照高管下，橫行直進，諸勢可變，有躲閃之妙。
2. 斜行勢：此乃直來橫受之法，動偏步上硬騎龍，以進人之左。
3. 仙人指路勢：乃看管之法，拗步直進直退，諸勢可變。
4. 滾牌勢：此勢隨滾進，以襲人之右。先進刀，後進牌，疾速如風為妙。
5. 躍步勢：此乃騎龍如探馬。刀前牌後誘人來，轉過牌來刀在後，低平坐下靠和挨。
6. 低平勢：此真正對敵勢也。用推步，須要帶標一根，身在牌內，標步齊進，百發百中。
7. 金雞畔頭勢：畔頭之勢最為良，鎗上頭從牌下藏，進步如風人莫變，刀銓牌閘為難當。
8. 埋伏勢：此勢進步甚速，用小行，或左或右。如有鎗戳在牌，不能脫手，急用刀尖，將牌借刀頂開，急進，絕妙。

## 相關連結
- 茅元儀《武備志》卷八十六